# Dima Khatib
Dima Khatib (em árabe, ديمة الخطيب)‎; (14 de julho de 1971) é uma jornalista, poeta, blogger, e tradutora síria. É Directora gerente de AJ+, um galardoado serviço digital de notícias em inglês, árabe e castelhano lançado pela Al Jazeera Média Network (em árabe: ديمة الخطيب) San Francisco, Estados Unidos. Actualmente é a única directora executiva do grupo Al Jazeera; e, uma das poucas líderes femininas na esfera dos meios de comunicação árabes.

## Biografia
Dima é aborígene de Damasco de mãe síria e pai palestiniano (fugiu de Palestiniana para a Síria pela ocupação israelita de seu país que obrigou às deportações dela e de sua família em 1948). Khatib fala com fluidez oito idiomas (árabe, inglês, francês, castelhano, português, italiano, chinês e alemão). Em 1997, uniu-se à Al Jazeera em jornalismo televisivo. E depois converter-se em produtora e correspondente em chinês, passou a Chefe do Escritório de América Latina, antes de fazer uma mudança total ao jornalismo na Internet nos últimos anos.
Dima tem sido classificada entre os árabes mais influentes nas redes sociais. Recebeu atenção durante as revoluções árabes por proporcionar frequentes actualizações e comentários sobre eventos recentes através de sua conta de Twitter. Actualmente ela aborda uma série de problemas nas suas redes sociais.
Ela começou a ganhar reconhecimento durante a guerra de Iraque, quando trabalhou como produtora de notícias ao vivo em Doha para o canal árabe Al Jazeera. Ela concedeu uma entrevista a Larry King de CNN e a Wolf Blitzer, e foi apresentada em Controle Room, um documentário de 2004 sobre Al Jazeera e sua cobertura da invasão de Iraque em 2003.
Durante sua atribuição à América Latina, teve acesso exclusivo e próximo ao presidente venezuelano Hugo Chávez e entrevistou a vários líderes como Evo Morales (Bolívia) e Lula da Silva do Brasil. Informando de todas partes de América do Sul e Central deu ao Mundo Árabe uma visão sem precedentes de um continente longínquo. A partir de Caracas seria citada como a fonte de notícias de última hora, como que Chávez foi o primeiro chefe de estado em condenar duramente a Israel pelo conflito entre Israel e Líbano  e cortar os laços com Israel anos depois. Também desacreditou as afirmações de que Gaddafi tinha escapado a Venezuela.
Dima tem uma colecção publicada de poemas em árabe titulada Love Refugee (em árabe: لاجئة حب), disponível em Jamalon. Também é co-autora de um livro em castelhano sobre Revoluções.
Deu conferências de jornalismo na American University in Dubai (AUD) entre 2013 a 2015 e dá palestras em todo mundo. Organiza recitais de poesia regularmente em cidades da região de Golfo Pérsico, bem como em Europa, América do Norte e América Latina.
Antes de seu trabalho com a Al Jazeera, Khatib trabalhou para Swiss Rádio International em Berna e na Organização Mundial da Saúde em Genebra, bem como na Al-Listra Newspaper e Qatar Rádio em francês em Doha.